# Phaner pallescens
Phaner pallescens är en primat i familjen muslemurer som förekommer på Madagaskar. Taxonet listades ursprungligen som underart till Phaner furcifer och sedan 2001 godkänns den som art.
Denna primat har huvudsakligen en gråaktig päls, ibland med brun skugga. På ryggens mitt finns en längsgående mörk strimma. Strimman delar sig på huvudet och fortsätter över båda ögon fram till munnen. Kroppslängden (huvud och bål) är cirka 26 cm, svanslängden cirka 32 cm och vikten ligger vid 327 g.
Arten har flera från varandra skilda populationer på västra Madagaskar. Den lever i låglandet och i låga bergstrakter upp till 800 meter över havet. Habitatet utgörs av tropiska skogar och av trädodlingar.
Ett föräldrapar och deras ungar bildar en liten flock. De äter naturgummi och andra vätskor från träden. När de letar efter föda håller hanen och honan vanligen 100 meter avstånd från varandra. Flocken har ett revir som är 3 till 10 hektar stort. Parningstiden sträcker sig över oktober och november och den enda ungen föds mellan januari och tidig mars. Däremot blir honan inte varje år dräktig.
Jämförd med andra lemurider som lever i samma region har arten hastiga rörelser och höga läten. Den viftar påfallande med huvudet. Phaner pallescens vilar oftast i trädens höga delar och den använder ibland ett näste som skapades av Mirza coquereli (en annan muslemur). Arten har olika naturliga fiender som fossa, Madagaskarvråk och Madagaskarbaza.
Phaner pallescens hotas av skogsavverkningar, bland annat för att producera träkol samt av svedjebruk. Den förekommer i olika nationalparker men beståndet minskar fortfarande. IUCN listar arten som starkt hotad (endangered).